# Lazec (Příbram)
Lazec je vesnice, část města Příbram v okrese Příbram ve Středočeském kraji. Nachází se asi 2,5 kilometru západně od Příbrami. Je zde evidováno 77 adres. V roce 2011 zde trvale žilo 219 obyvatel.
Lazec je také název katastrálního území o rozloze 1,83 km². Území evidenční části Lazec se od katastrálního území Lazec liší o malý cíp území (základní sídelní jednotka U Litavky díl 2), zahrnující půlku domu Pod Kovárnami 613 a přilehlou zahradu. Tento zhruba trojúhelník patří ke katastrálnímu území Lazec, ale evidenčně je přičleněn k části Příbram VI-Březové Hory.  

## Historie
První písemná zmínka o vesnici pochází z roku 1379.
V obci byly v roce 1932 evidovány tyto živnosti a obchody: obchod s dřívím, družstvo pro rozvod elektrické energie v Lazci, 3 hostince, krejčí, 3 mlýny, 5 řezníků, obchod se smíšeným zbožím, 2 trafiky.

## Obyvatelstvo
| Rok            | 1869 | 1880 | 1890 | 1900 | 1910 | 1921 | 1930 | 1950 | 1961 | 1970 | 1980 | 1991 | 2001 | 2011 | 2021 |
| -------------- | ---- | ---- | ---- | ---- | ---- | ---- | ---- | ---- | ---- | ---- | ---- | ---- | ---- | ---- | ---- |
| Počet obyvatel | 210  | 197  | 473  | 443  | 376  | 299  | 249  | 205  | 163  | 162  | 162  | 148  | 144  | 219  | 287  |
| Počet domů     | 22   | 22   | 47   | 47   | 48   | 48   | 49   | 50   | 50   | 39   | 45   | 52   | 51   | 64   | 94   |

## Obecní správa
Při sčítání lidu v letech 1850–1949 Lazec byl samostatnou obcí v okrese Příbram. V letech 1950–1975 byl osadou obce Kozičín v okrese Příbram. Od 1. ledna 1976 je částí města Příbram ve stejnojmenném okrese. V letech 1850–1879 k obci patřil Kozičín.